# مروارید دره
مروارید دره یک روستا در ایران است که در استان مرکزی واقع شده‌است. مروارید دره ۴۹۷ نفر جمعیت دارد.مردم این روستا به زبان فارسی سخن می گویند.